# Бошко Лозица
Бошко Лозица (28. новембар 1952) бивши је југословенски ватерполиста.

## Спортска биографија
Почео је да тренира у Корчуланском пливачком клубу (КПК). Прву службену ватерполо утакмицу одиграо је 1962. године у сусрету између Младости из Загреба и домаћег КПК, у којој је Бошкова екипа победила резултатом 8:0, а он је постигао своје прве голове. Већ 1967. године почео је да игра за први тим КПК. Од тада па до 1978. године један је од најбољих играча тада врло јаког Корчуланског пливачког клуба. Са својим матичним клубом освојио је 1978. године Куп победника купова. Исте године осваја и куп Југославије. Након ових великих успеха са КПК-ом, Лозица одлази на одслужење војног рока, а по повратку приступа Југу из Дубровника, за који игра од 1980. до 1985. године. Освојио је бројне трофеје са екипом Југа, постао је првак Европе 1981. године, првак Југославије 1980, 1981, 1982. и 1983. године, као и победник купа Југославије 1981. и 1983. године. Касније пред крај играчке каријере је играо за неколико италијанских клубова.
Са репрезентацијом Југославије освојио је бројне трофеје. Учесник је Олимпијских игара 1976. године у Монтреалу и 1980. године у Москви, где је освојио сребрну медаљу. На Светским првенствима 1973. године у Београду и 1978. у Западном Берлину освојио је бронзану медаљу. На Европском првенству у Бечу 1974. године освојио је бронзану медаљу, а 1977. у Јенчепингу сребро. На Медитеранским играма у Алжиру 1975. освојио је сребрну, а у Сплиту 1979. године златну медаљу.

## Успеси
Играч
Југославија
- медаље
- сребро : Олимпијске игре Москва 1980.
- бронза : Светско првенство Београд 1973.
- бронза : Светско првенство Берлин 1978.
- бронза : Европско првенство Беч 1974.
- сребро : Европско првенство Јенчепинг 1977.